# Desselina
Desselina is een accordeonorkest uit de Belgische gemeente Dessel. Het orkest werd in 1982 opgericht door Marc Janssen die nog steeds dirigent is. Het ensemble bestaat uit amateurs.
De hoofdbedoeling van Marc Janssen was om aan te tonen dat een accordeon meer is dan enkel een kermisinstrument. Daar waar de accordeon in het buitenland al lang aanzien werd als volwaardig instrument en er lessen werden gegeven in muziekscholen, bleef het instrument in België eerder voorbehouden voor Vlaamse kermissen en feestelijke gelegenheden. De meeste Belgische accordeonclubs speelden populaire, eenvoudige wijsjes meestal gebaseerd op een solostuk. Men deelt dat solostuk op in drie delen (de melodie, de grondbas en de afwisselingsbas) en geeft de leden elk een van de drie "partijen". Het slagwerk is meestal improvisatie.
Het repertoire van Desselina bestaat daarentegen sinds oprichting uit hedendaagse, klassieke en moderne werken speciaal bewerkt voor accordeonorkest. Deze werken bestaan minstens uit 5 partijen + een speciale partij voor 1 of 2 percussionisten. Dankzij onder andere Desselina en Marc Janssen kreeg de accordeon een culturele erkenning in België.

## Palmares
Desselina bleek een hit te zijn, zowel in het binnen- als buitenland. Tijdens de afgelopen jaren behaalde het orkest diverse prijzen tijdens tal van wedstrijden en nam het meestal op tegen buitenlandse professionele orkesten. Hieronder een overzicht van de belangrijkste prijzen.
- Desselina heeft zes maal, jaar na jaar, "De Grote Prijs van de Druivenstreek" gewonnen in de hoogste afdeling. Dit was een van de grootste accordeonwedstrijden in België voor solisten en verenigingen. Het merendeel van de opgelegde werken zaten oorspronkelijk in de divisie "populaire muziek". Het klassement van de klassieke afdeling was zeer beperkt. Begin jaren 1990 besliste de organisatie om de rollen om te draaien: de "klassieke divisie" werd nu de grootste en de "populaire afdeling" werd zo goed als afgeschaft. Het resultaat was niet als verwacht: bijna alle spelers en clubs haakten af waardoor de wedstrijd enkele jaren later ten dode was opgeschreven.
- In oktober 1986 wonnen zij het "kampioenschap van Vlaanderen voor accordeonorkesten".
- In 1989 werd de eerste prijs behaald in de Tweede Divisie op het "Wereld Muziek Concours" in Kerkrade. Hier speelde het orkest onder andere het opgelegde werk "Partita Picolla" van Hans Boll.
- In 1991 nam Desselina deel aan het "Europäischer Harmonika Festival" dat wordt ingericht door het Deutsche Harmonika Verband. In het Duitse Bremerhaven behaalde de groep de vermelding "Hervorragend" met het stuk "Divertimento" van Fritz Dobler en "Ballet Suite" van Hans Brehme.
- In 1992 nam de groep weer deel aan het "Europäisches Harmonika Festival" ditmaal in Innsbruck, de hoofdstad van Tirol. Ook hier werd met "Symphonische Suite" van Wolfgang Jacobi een zeer puik resultaat behaald.
- In 1994 nam Desselina deel aan het "Landestreffen" weer een organisatie van het Deutsche Harmonika Verband. Het orkest trok hiervoor naar Keulen. Desselina trad aan in de hoogste afdeling en werd door de jury bedacht met de vermelding "Hervorragend".
- In 1995 trok Desselina opnieuw naar Innsbrück voor deelname aan het accordeon festival aldaar . Voor de uitvoering van "Nordische Sonate" van Gerhard Mohr werd haar prestatie beloond met een "Sehr Gut".
- Ook in 2001 werd weer ingeschreven voor het Deutsche Harmonika Verband dat doorging in Innsbruck. Desselina kreeg alweer de vermelding "Hervorragend".
- In 2004 trok het gezelschap naar Praag om deel te nemen aan het Europese Accordeon Festival[1]. Deelname aan dit concours is enkel mogelijk na uitnodiging door de organisatie. Selectie gebeurt op basis van muziekopnames op uitgebrachte cd's, dvd's of andere mediadragers. Desselina was het allereerste deelnemende orkest dat niet afhangt van een muziekschool, conservatorium of professionele groep. Desselina behaalde de zilveren medaille en eindigde op de tweede plaats met de uitvoering van "Ballet Suite" van Hans Brehme en "Melodia en La Mineur" van Aster Piazolla. Desselina had ook de eer om te mogen optreden tijdens het gala-concert ter opening van het festival.
- In 1996, 2000, 2004, 2008[2], 2012[3] en 2016[4] nam het orkest deel aan het vierjaarlijks concerttornooi ingericht door het provinciebestuur van Antwerpen. Dit tornooi is opengesteld voor alle non-professional muziekverenigingen uit deze provincie. Naargelang de prestatie wordt de groep geplaatst in een categorie die meteen ook beslist hoeveel subsidies er worden toegekend. Desselina staat als enig accordeonorkest gerangschikt in de "Superieure afdeling" en met vermelding "onderscheiding van de jury".
- Op 20 november 2011 nam het orkest deel aan een evaluatieconcert ingericht door Vlamo. Het orkest werd door de jury als superieur bestempeld. Desselina speelde "A discovery fantasy" (Jan de Haan), "Russische Fantasie" (Hugo Hermann), "Motivationen" (Adolf Gotz) en een concertsuite van "Porgy and Bess" (George Gershwin)
- Desselina is in het verleden meermaals op televisie geweest, zoals onder andere in het BRT-programma (thans: VRT) Mijn hart is vol muziek en als special act tijdens Debby & Nancy's happy hour. Ook trad zij op in het Sportpaleis[5] te Antwerpen en Flanders Expo.

## Cd: Desselina in Concert
In 1997 vond Marc Janssen de tijd rijp om een cd op te nemen met daarop het toenmalige repertoire. De cd werd opgenomen in de Galaxy Studio te Mol en wordt tot op de dag van vandaag nog verkocht zowel in het binnen- als buitenland. Dankzij deze cd mocht Desselina deelnemen aan het Europese Accordeon Festival in Praag.